# Melissa Nathan
Melissa Nathan (* 13. Juni 1968 in Hertfordshire; † 7. April 2006 in London) war eine britische Schriftstellerin.
Nathan besuchte die Haberdashers Mädchenschule und verbrachte ihre Freizeit mit Tanzen und Theateraufführungen. Später wurde ihr ein Platz an der Central School of Speech and Drama in London angeboten, aber sie studierte lieber Kommunikationswissenschaften an der Glamergan Universität in Pontypridd und graduierte dort 1989. Während ihrer Studienzeit entwickelte sie eine Leidenschaft für die Schriftstellerei. Sie postgraduierte in Journalismus an der Cardiff Universität und arbeitete 10 Jahre für verschiedene Magazine. Bereits im Jahr 2001 wurde bei ihr Brustkrebs diagnostiziert. 2003 wurde ihr Buch The Nanny ein Bestseller. Die Veröffentlichung ihres letzten Buches The Learning Curve erlebte Nathan nicht mehr.
Melissa Nathan starb am 7. April 2006 an Krebs. Sie war verheiratet und hatte einen Sohn.

## Werke
- 2000 – Pride, Prejudice and Jasmin Field
- 2001 – Persuading Annie
- 2003 – The Nanny Die Nanny
- 2004 – The Waitress Mit Milch und Zucker
- 2006 – The Learning Curve Liebe: leider ungenügend